# Džerba
La Džerba o Derba (in russo Джерба?, Дерба) è un fiume della Siberia nordorientale, affluente di sinistra della Lena. Scorre nel Lenskij ulus della Sacha-Jacuzia.
Nasce e scorre nella zona delle alture della Lena, in un bacino quasi spopolato e punteggiato da circa 300 laghi, confluendo successivamente nella Lena nel suo medio corso; i maggiori affluenti sono Ėrgedžej (146 km) e Džjukte (65 km), entrambi provenienti dalla sinistra idrografica.
Similmente agli altri corsi d'acqua della zona, anche la Džerba congela per lunghi periodi ogni anno (mediamente da fine ottobre a metà maggio).